# Pacifastacus leniusculus
Pacifastacus leniusculus — вид прісноводних ракоподібних родини річкових раків (Astacidae).

## Поширення
Природно вид поширений в американських штатах Вашингтон, Орегон, Айдахо та канадській Британській Колумбії. Згодом поширився в Каліфорнії, Неваді та Юті, де почав витісняти місцевих представників родини Astacidae.
У 1960-х роках американських раків з комерційною метою завезли у Фінляндію та Швецію. З цього часу він розселився у 26 країнах Північної, Західної та Центральної Європи (також в Іспанії та Греції).

## Опис

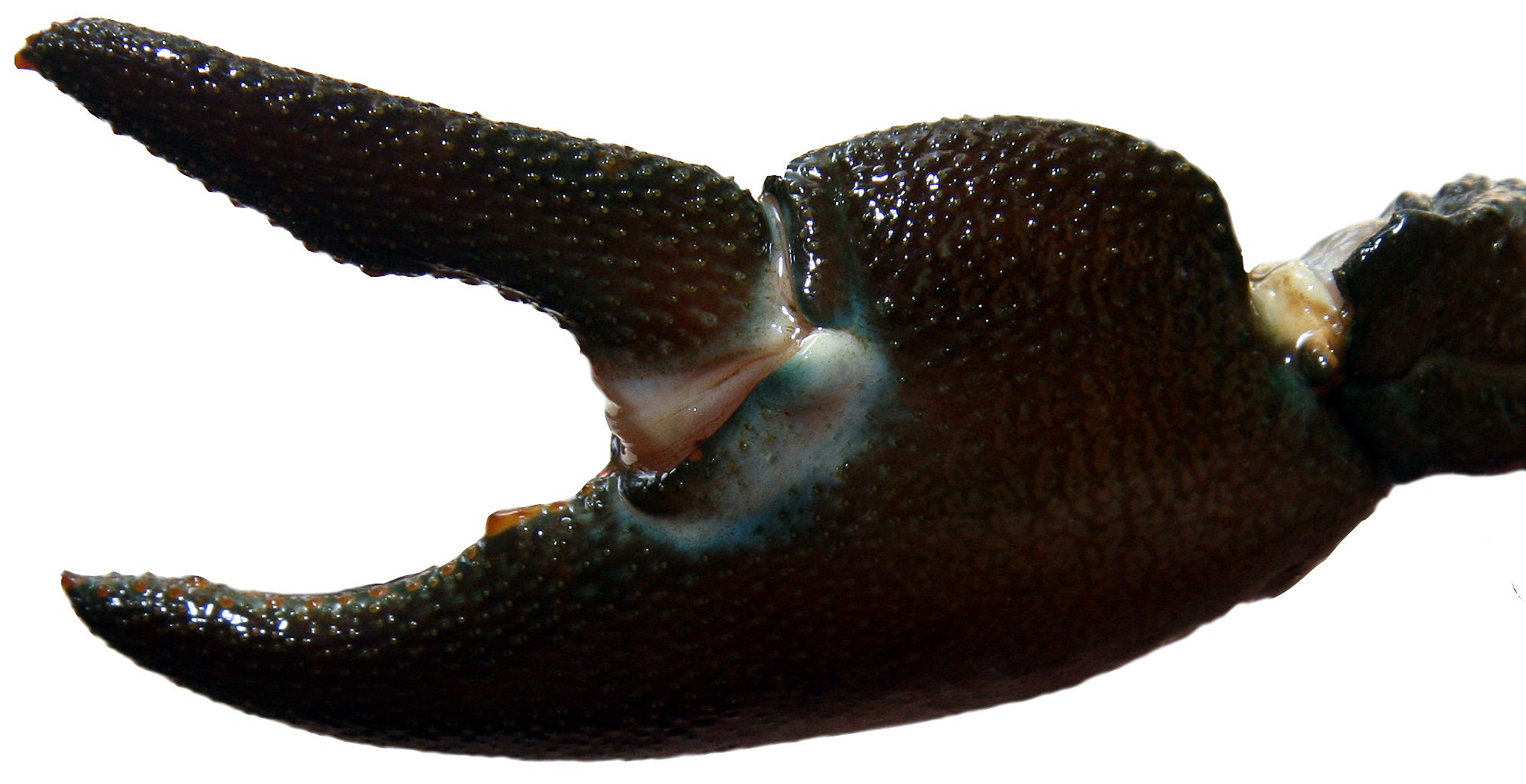
Біла овальна пляма біля шарнірної петлі, унікальна для цього виду

Рак завдовжки 6—9 см, хоча трапляються особини 16—21 см. Забарвлення панцира синьо-коричневе або червоно-коричневе. Клешні великі та гладкі. Біля шарнірної петлі є біла або блідо-зелена вигнальна пляма.

## Спосіб життя
Мешкає у різноманітних спокійних прісних водоймах. Всеїдний вид, живиться детритом, падаллю, рослинними рештками та іншою органікою. Спаровується восени. Самиця відкладає 200—400 ікринок, які виношує в себе під хвостом до весни.